# Kondasandra, Srinivaspur
Kondasandra là một làng thuộc tehsil Srinivaspur, huyện Kolar, bang Karnataka, Ấn Độ.